# Hemnes
lat_seclon_seclon_minlat_deglon_deglat_min
Hemnes je občina v administrativni regiji Nordland na Norveškem.